# Anna Kalewska
Anna Maria Kalewska (ur. 3 lipca 1962) – polska filolog i tłumaczka, iberystka, dr hab., prof. Uniwersytetu Warszawskiego.

## Życiorys
Absolwentka iberystyki na Uniwersytecie Warszawskim. Doktorat w Instytucie Badań Literackich Polskiej Akademii Nauk w zakresie literaturoznawstwa na podstawie napisanej pod kierunkiem Marii Żmigrodzkiej pracy Polska epopeja klasycystyczna wobec doświadczeń nowożytnego eposu europejskiego. Paralele i konfrontacje (1996). Habilitowana na UW na podstawie dzieła Baltasar Dias i metamorfozy dyskursu dramaturgicznego w Portugalii i na Wyspach św. Tomasza i Książęcej. Esej historyczno-literacki i antropologiczny (2006). 
od 1 lutego 2012 profesor UW, pracownik naukowy Instytutu Studiów Iberyjskich i Iberoamerykańskich U.W.  Zajmuje się literaturą portugalską,  teatrem krajów języka portugalskiego oraz literaturą porównawczą. Opublikowała dwie książki Camões, czyli tryumf epiki oraz Baltasar Dias i metamorfozy dyskursu dramaturgicznego w Portugalii i na Wyspach św. Tomasza i Książęcej. Esej historyczno-literacki i antropologiczny. Przetłumaczyła m.in. powieść António Lobo Antunesa As Naus, Karawele wracają. Uczestniczyła w wielu sympozjach krajowych i międzynarodowych, była kilkakrotnie stypendystką Instytutu Camõesa i Fundacji Gulbenkiana w Lizbonie. Należy do Międzynarodowego Stowarzyszenia Luzytanistów (A.I.L),  Stowarzyszenia Luzytanistów Polskich (SLP), Towarzystwa Polsko-Brazylijskiego, Stowarzyszenia Studiów Ibero-Slawistycznych CompaRes i CLEPUL (z siedzibą w Lizbonie). Członek korespondent CHAM (Centro de História de Além-Mar) Universidade Nova w Lizbonie i NETTCON (Universidade do Rio de Janeiro, Brazylia). 
Opublikowała sto kilkadziesiąt artykułów oraz prac badawczych i literackich w języku polskim i portugalskim (m.in. w „Ogrodzie”, „Tyglu Kultury”, „Twórczości”, „Literaturze na Świecie”,”Gazecie Wyborczej”, „Ameryce Łacińskiej”, „Studiach Iberystycznych”, „Veredas”, „Diacrítica”, „Acta Philologica”, „Itinerarios”, Projeções). Obecnie uczestniczy w realizacji międzynarodowego projektu naukowego Aprender Madeira (Learning about Madeira Islands) oraz O Feminino Luso/Polaco (CLEPUL/CompaRes).  Tłumaczka przysięgła języka portugalskiego. Zna także: angielski, hiszpański, biernie francuski. Mieszka w Warszawie.

## Publikacje
- Camões, czyli tryumf epiki, Wydawnictwa Uniwersytetu Warszawskiego, Warszawa 1999
- Baltasar Dias i metamorfozy dyskursu dramaturgicznego w Portugalii i na Wyspach św. Tomasza i Książęcej. Esej historyczno-literacki i antropologiczny, Wydawnictwa Uniwersytetu Warszawskiego, Warszawa 2005.